# Nassir Little
Nassir Shamai Little (* 11. Februar 2000 in Pensacola) ist ein US-amerikanischer Basketballspieler.

## Laufbahn
Little spielte für die Mannschaft von Orlando Christian Prep im US-Bundesstaat Florida, ehe er an die University of North Carolina at Chapel Hill ging. Bekannt gegeben hatte seinen Wechsel im Oktober 2017, er entschied sich gegen Angebote vom Georgia Institute of Technology, der University of Miami, der Duke University und der University of Arizona. Ende März 2018 nahm er als einer der höchsteingeschätzten US-Nachwuchsspieler seines Jahrgangs am „McDonald's All-American Game“ teil und wurde als bester Spieler der Partie ausgezeichnet.
Auf Hochschulebene spielte er lediglich eine Saison (2018/19), in der er 36 Einsätze für die Mannschaft der University of North Carolina bestritt und dabei nie in der Anfangsaufstellung stand. Little machte mit Sprungkraft, Vielseitigkeit in der Verteidigung und einer aggressiven Spielweise auf sich aufmerksam und kam auf Mittelwert von 9,8 Punkten und 4,6 Rebounds je Begegnung. Anfang April 2019 verkündete er seinen Wechsel ins Profilager und gab seine Anmeldung für das Draft-Verfahren der NBA bekannt. Dort wählten ihn die Portland Trail Blazers an 25. Stelle aus. Er bestritt bis 2023 insgesamt 195 NBA-Spiele für Portland.
Ende September 2023 wurde er im Rahmen eins Spielertauschs an die Phoenix Suns abgegeben. Im August 2024 wurde er aus dem Aufgebot gestrichen. Little setzte seine Laufbahn bei der Mannschaft Sioux Falls Skyforce in der NBA G-League fort.

## Karriere-Statistiken

### NBA

#### Hauptrunde
| Saison  | Team     | GP  | GS | MPG  | FG % | 3P % | FT % | RPG | APG | SPG | BPG | PPG |
| ------- | -------- | --- | -- | ---- | ---- | ---- | ---- | --- | --- | --- | --- | --- |
| 2019–20 | Portland | 48  | 5  | 11.9 | .430 | .237 | .636 | 2.3 | 0.5 | 0.3 | 0.3 | 3.6 |
| 2020–21 | Portland | 48  | 2  | 13.3 | .467 | .350 | .800 | 2.7 | 0.5 | 0.1 | 0.3 | 4.6 |
| 2021–22 | Portland | 42  | 23 | 25.9 | .460 | .331 | .734 | 5.6 | 1.3 | 0.6 | 0.9 | 9.8 |
| 2022–23 | Portland | 54  | 4  | 18.1 | .442 | .367 | .717 | 2.6 | 0.9 | 0.4 | 0.4 | 6.6 |
| 2023–24 | Phoenix  | 45  | 2  | 10.2 | .460 | .300 | .850 | 1.7 | 0.5 | 0.2 | 0.2 | 3.4 |
| Gesamt  | Gesamt   | 237 | 36 | 15.8 | .452 | .330 | .735 | 2.9 | 0.7 | 0.3 | 0.4 | 5.5 |

#### Playoffs
| Saison  | Team     | GP | GS | MPG | FG % | 3P % | FT % | RPG | APG | SPG | BPG | PPG |
| ------- | -------- | -- | -- | --- | ---- | ---- | ---- | --- | --- | --- | --- | --- |
| 2020–21 | Portland | 3  | 0  | 3.0 | .250 | .250 | .500 | 0.3 | 0.0 | 0.0 | 0.3 | 1.7 |
| 2023–24 | Phoenix  | 4  | 0  | 3.5 | .600 | .333 | —    | 0.3 | 0.0 | 0.0 | 0.0 | 1.8 |
| Gesamt  | Gesamt   | 7  | 0  | 3.3 | .444 | .286 | .500 | 0.3 | 0.0 | 0.0 | 0.1 | 1.7 |